# Slapshot (groupe)
Slapshot est un groupe de punk hardcore américain, originaire de Boston, dans le Massachusetts. Lié à la mouvance straight edge, le groupe est formé en 1985 par Steve Risteen, Mark McKay, Jack « Choke » Kelly de Negative FX et Jonathan Anastas. Le groupe est le premier à sortir un album 24 pistes pour se démarquer des autres groupes de la scène hardcore de Boston avec Back on the Map en 1986.

## Biographie

### Années 1980
Slapshot est formé en 1985 par Steve Risteen et Mark McKay, ancien membre de Terminally Ill ; Jack « Choke » Kelly (ex-Negative FX et Last Rights), et Jonathan Anastas, ancien membre de Decadence et DYS. De par la réputation de ses membres, le groupe se popularise avant même de commencer. Différent de leurs pairs au de la scène hardcore de Boston, Slapshot décide de publier un premier album comprenant 24 chansons à l'inverse des 8 ou 16 chansons habituelles dans les albums punk hardcore. Pour réduire les coûts, ils enregistrent l'album dans la nuit et pendant quatre sessions. Back on the Map est publié par Taang! Records en 1986.

### Années 1990
La formation du groupe change pendant les quelques premières années, mais le style musical reste le même. Jordan Wood, ex-S.T.P. puis Deathwish, se joint comme guitariste additionnel, mais prend la basse après le départ d'Anastas. Cette formation enregistre Step On It (Taang! Records). En juillet 1988, Jamie Sciarappa, ancien bassiste de SS Decontrol, se joint au groupe, et Jordan revient à la seconde guitare. Ensemble, ils enregistrent l'album Sudden Death Overtime (Taang! Records). Leur album, Blast Furnace (We Bite Records), publié en 1993 se concentre industriel/metal/hardcore samplé. Slapshot tourne en Europe au printemps, puis enregistrent un album live à Berlin intitulé Live at SO36 (We Bite Records). L'année suivante, Darryl quitte le groupe et est remplacé par Mike Bowser. Ils enregistrent l'album Unconsciousness (We Bite Records) à Chicago avec Steve Albini, ex-membre de Big Black et producteur de Nirvana. 
En août 1994, Slapshot se retire après deux mois de tournée en Europe ; ils effectuent deux dates avec le groupe Ignite et enregistrent un split. Pendant la période Unconsciousness, l'ancien guitariste et bassiste Jordan Wood se suicide. Mark McKay le remplacera définitivement. Désormais avec une formation plu solide, Slapshot revient en studio pour enregistrer un nouvel album, 16 Valve Hate (Lost and Found Records/Taang! Records) publié en 1995. Mois d'un an plus tard,n ils publient Olde Tyme Hardcore (Taang! Records), en 1996 qui se caractérise par leurs véritables racines punk « hardcore old-school » et comprend une reprise du classique Get It Away de SSD. En juillet 1997, Slapshot joue leur dernier concert américain concert pour cinq ans, à Plymouth, dans le Massachusetts. Ils tournent en Europe en 1999 notamment au Graspop Metal Meeting en Belgique. En décembre 1999, un album en hommage à Slapshot, Boston Drops the Gloves: A Tribute to Slapshot, est publié par le label Flat Records (dirigé par Ken Casey des Dropkick Murphys) et TKO Records.

### Années 2000
En 2001, Slapshot publie l'album Greatest Hits, Slashes and Crosschecks (King Fisher/Century Media) qui comprend des versions rééditées et remasterisées d'anciennes chansons de Slapshot. En 2002, Slapshot joue une session surprise de 15 minutes au Hideaway de Cambridge, MA, avec Poison Idea, Kill Your Idols, et Thumbs Up!. Le 26 octobre 2002, Slapshot joue enfin son premier concert aux États-Unis depuis cinq ans.
À cette période, Mike Bowser décide partir à New York, puis retournent ensemble en studio pour l'album Digital Warfare (I Scream Records), publié en 2003, suivi par Tear It Down (Thorp Records) en 2005. 
En 2006, Slapshot annonce la séparation du groupe. Cependant, le 30 juin 2007, ils participent au Significant Fest 2007 de Clearwater, en Floride. Ils jouent aussi avec Killing Time, 108 et Uppercut. En juillet 2008, ils jouent deux dates en Europe, s'arrêtant au festival With Full Force à Leipzig, en Allemagne. Slapshot joue un concert au Anchors Up de Haverhill, Massachusetts, le 8 novembre 2008 avec Ten Yard Fight, Step Forward, et Word for Word. Le 24 avril 2009 sort finalement le documentaire de Slapshot, Chip on My Shoulder: The Cautionary Tale of Slapshot. Il est diffusé en avant-première au Brattle Theatre de Cambridge, Massachusetts, au Boston Independent Film Festival. Le film est réalisé et produit par Ian McFarland (Blood for Blood) et Anthony « Wrench » Moreschi (Ten Yard Fight) de Killswitch Productions,.

### Années 2010
En 2012, Nick Charrette est recruté à la basse. Le 6 juin 2012, ils publient un EP trois titres, I Believe, chez Taang! Records. Benny Grotto se joint à eux en novembre 2014.

## Membres actuels
- Jack « Choke » Kelly - chant
- Corey Koniz - batterie
- Craig Silverman - guitare
- Ryan Packer - basse

## Discographie
- 1986 : Back on the Map
- 1986 : Same Mistake (EP)
- 1988 : Step On It
- 1990 : Firewalker (EP)
- 1990 : Sudden Death Overtime
- 1993 : Blast Furnace
- 1993 : Live at SO36
- 1994 : Unconsciousness
- 1994 : Split w/ Ignite
- 1995 : 16 Valve Hate
- 1996 : Olde Tyme Hardcore
- 2001 : Greatest Hits, Slashes and Crosschecks
- 2003 : Digital Warfare
- 2003 : The New England Product Session (EP)
- 2005 : Tear It Down
- 2012 : I Believe (EP)
- 2014 : Slapshot[7]
- 2016 : Bloodbath in Germany (Street Justice)